# Rapazolla
Rapazolla ist eine brasilianische Axé-Band aus Salvador da Bahia.

## Werdegang
Die Band wird von Leandro Lopes geleitet. Leandro Lopes war Gewinner der brasilianischen TV-Show Ídolos auf dem Sender SBT.
Erfolgreiche Singles von Rapazolla sind unter anderemCoração und Aprendendo a Amar.
Rapazolla wurde durch zahlreiche Auftritte bei den Karnevalsblöcken des Straßenkarnevals von Salvador da Bahia bekannt: Alô Inter, Nú Outro, Bloco Trimix und Inflamavell.
Ihren ersten Auftritt hatte die Gruppe auf dem Karneval 2005. Sie gewann diverse Preise und Auszeichnungen, unter anderem die Troféu Dodô & Osmar und mit dem Hit „Coração“, die beste Karnevalsmusik 2005. Die Band änderte nach dem Karneval 2008 ihr Konzept, als ihr Sänger mit dem Künstlernamen Tomate, eigentlich Fabricio Kraychete, nach insgesamt sieben Jahren Bandmitgliedschaft eine Solokarriere begann. 2011 wurde Leandro Lopes durch den Künstler Froza ersetzt. Rapazolla gilt als eine typische Gruppe aus Salvador da Bahia, welche die positive Lebenseinstellung und -energie des Bundesstaates Bahia verkörpert.

## Diskografie
- O Novo do Axé: Ao Vivo (2005)
- A Mais de Mil (2005)
- Rapazolla (2009)[6]

## Bandbesetzung 2008
- Leandro Lopes (Gesang)
- Diego Freitas (Schlagzeug)
- Rafinha, Rodrigo e Ariel (Percussion)
- Deco Prado (Gitarre)
- Ablue (Bass)
- Iadson (Saxofon)
- Dinho (Trompete)
- Fabiano (Posaune[7])
- Nino Bessa (Teclados[8])
- Beto Santana (Back Vocals und Gesang)